# كنفودة (كنفودة)
كنفودة هو دُوَّار يقع بجماعة كنفودة، إقليم جرادة، جهة الشرق في المملكة المغربية. ينتمي الدوّار لمشيخة كنفودة التي تضم 5 دواوير. يقدر عدد سكانه بـ 1851 نسمة حسب الإحصاء الرسمي للسكان والسكنى لسنة 2004.

## روابط خارجية
- البوابة الوطنية للجماعات الترابية نسخة محفوظة 12 مارس 2018 على موقع واي باك مشين.
- المندوبية السامية للتخطيط